# Smáfuglar
Smáfuglar (deutscher Titel: Zwei Vögel) ist ein 15-minütiger isländischer Kurzfilm von Rúnar Rúnarsson.
Er ist mit insgesamt 50 Preisen der am häufigsten ausgezeichnete Kurzfilm der Welt.

## Handlung
Vier Jugendliche, zwei Jungen und zwei Mädchen, treffen sich in einer hellen nordischen Sommernacht, um einige Stunden zusammen zu verbringen. Sie gehen auf eine Party, wo der ältere der beiden Jungen Pillen mit Ketamin an die anderen verteilt. Der andere Junge nimmt auch eine Pille, um zu beweisen, dass er zu der Gruppe gehört. Die Gruppe bleibt auf der Party. Das ältere der beiden Pärchen flirtet ungeniert vor den anderen und macht miteinander herum. Die beiden Jüngeren sind zurückhaltender und schüchterner; sie fühlen sich zwar auch zueinander hingezogen, aber der Junge traut sich nicht, den ersten Schritt zu machen. Unter dem Einfluss der Drogen schlafen beide ein.
Irgendwann wacht der Junge auf und sieht das Mädchen, in das er verliebt ist, vor sich. Sie ist bewusstlos, liegt nackt auf einem Bett und wird von zwei Partygästen vergewaltigt. Der Junge ist nicht in der Lage, ihr zu helfen. Als die Männer fort sind, trifft er eine Entscheidung: Er zieht sich aus und legt sich neben das Mädchen.
Als die junge Frau erwacht und den Jungen neben sich sieht, ist sie froh, dass er es ist, neben dem sie aufwacht.

## Auszeichnungen
- Cabourg Romantic Film Festival, 2008 (Best Director, Short Film)
- Capalbio Cinema, 2008: Best Creative Idea; Young People’s Award
- Cinema Jove - Valencia International Film Festival, 2008: Canal+ France Award
- Cork International Film Festival, 2008: International Jury Award (Best Short Film)
- Edda Awards, 2008: Best Short Film
- Edinburgh International Film Festival, 2008: Prix UIP Edinburgh (European Short Film)
- Lille International Short Film Festival, 2008: First Prize (European Competition)
- Melbourne International Film Festival, 2008: Best Short Film
- Milan Film Festival, 2008: Best Short Film
- St. Petersburg Message to Man Film Festival, 2008: Centaur Award (Best Short Fiction)